# 赤石温泉 (山梨県)
赤石温泉（あかいしおんせん）は、山梨県南巨摩郡富士川町（旧国甲斐国）にある温泉。
同名の温泉に南アルプス赤石温泉白樺荘（静岡市葵区）がある。

## 泉質
- 酸性鉄泉
  - 源泉温度12℃
  - 湧出量毎分5リットル
  - 自然湧出の源泉
  - 成分総量4,300mg/kg
  - 源泉は湯船で赤褐色を呈する

## 温泉街
南アルプスの山中に、日本秘湯を守る会にも属する一軒宿「赤石温泉」が存在する。
この一軒宿は、映画やドラマの撮影で使われることも多い。

## 歴史
開湯は戦国時代である。武田信玄による金山開発の際に発見されたという。

## アクセス
- 鉄道：身延線鰍沢口駅よりタクシーで約30分。